# María Pinto
María Pinto es una comuna de la provincia de Melipilla, ubicada en la Región Metropolitana de Santiago, en la zona central de Chile.
Limita al norte y al oriente con la comuna de Curacaví, al sur con la comuna de Melipilla, y al Poniente (Oeste) con la Región de Valparaíso. María Pinto se ubica a tan solo 38,79 km de la ciudad de santiago y a 26 km de Melipilla. 
Integra junto con las comunas de Talagante, Melipilla, Peñaflor, Isla de Maipo, El Monte, Curacaví, Alhué y San Pedro el distrito electoral N.º 31 y pertenece a la 7.ª circunscripción senatorial (Santiago poniente).

## Toponimia

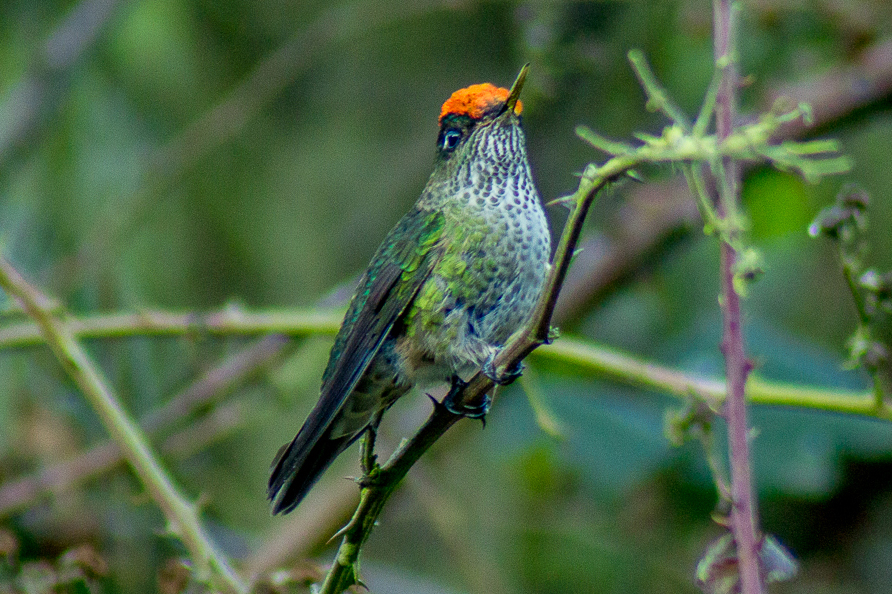
Picaflor chico Sephanoides sephaniodes, ave que posiblemente daría nombre a la comuna.

Una versión señala que María Pinto sería una corrupción de "Maripentu" o "Maripinda", proveniente del mapudungún mari (diez) y pentu, pinda o pinza (un picaflor). Sin embargo, otra versión muy popular, sin documentación conocida aparte de la referencia vaga de Asta-Buruaga[4] y copiada textualmente por Risopatrón[5], señala que la comuna obtiene su nombre en honor a María Pinto, una mujer aristocrática de Santiago, del siglo XIX, quien habría sido propietaria de esas tierras.

## Historia
Francisco Solano Asta-Buruaga y Cienfuegos escribió en 1899 en su Diccionario Geográfico de la República de Chile: 425  sobre el lugar:

Maria Pinto.-—Aldea del departamento de Melipilla que es de pocos habitantes. Se halla á orillas del riachuelo de Puangui poco distante hacia el S. de Curacaví y á unos 18 kilómetros hacia el N. de la ciudad de Melipilla. Conserva el nombre de una antigua propietaria del terreno en que principió á asentarse.

El geógrafo chileno Luis Risopatrón lo describe como una ‘aldea’ en su libro Diccionario Jeográfico de Chile en el año 1924:: 530 

María Pinto (Aldea) 33° 31’ 71° 08'. Es de corto caserío i se encuentra en la márjen S del curso medio del estero de Puangue; conserva el nombre de una antigua propietaria del terreno en que principio a asentarse. 68, p. 135; 101, p. 459; 155, p. 425; i 156; i caserío en 63, p. 272.

## Medio ambiente

### Geomorfología y componentes abióticos

Trazado simplificado de los ecosistemas y cuerpos de agua presentes en la comuna de María Pinto.

La comuna de María Pinto se encuentra emplazada en la unidad geomorfológica de Cordillera de la costa; y presenta según la clasificación climática de Köppen clima mediterráneo de lluvia invernal (Csb) y clima mediterráneo de lluvia invernal de altura (Csb (h)). Esta además se halla entre las cuencas hidrográficas de Costeras entre el río Aconcagua y río Maipo y río Maipo. Además, la comuna posee diversos cuerpos de agua, entre los que se destacan la laguna Las Vacas y laguna Ranchillo.

### Componentes bióticos
Dentro del territorio de la comuna se pueden hallar los siguientes ecosistemas:
- Bosque esclerófilo mediterráneo costero donde predominan Cryptocarya alba y Peumus boldus (Vulnerable)
- Bosque esclerófilo mediterráneo costero donde predominan Lithrea caustica y Cryptocarya alba (Casi amenazado)

El sector de María Pinto, se caracteriza por la gran abundancia de renovales de Boldo (Peumus boldus), lingue (Persea lingue), Canelo (Drymis winteri) y Espino (Acacia Caven).

### Medidas de protección ambiental y conflictos socioambientales
Hasta 2022, la comuna de María Pinto cuenta con las siguientes zonas que poseen algún nivel de protección ambiental:
- Cerro Águilas (Sitios ERB)[14]
- Cerros limítrofes Melipilla-San Antonio (Sitios ERB)[15]
- Mallarauco (Sitios ERB)[16]

## Demografía

### Localidades
Las siguientes localidades forman parte de la comuna de María Pinto:
- Núcleo urbano de María Pinto (1975 habitantes)
- Ibacache Alto-Chorombo (1243 habitantes)
- Chorombo Bajo (1237 habitantes)
- Los Rulos (1165 habitantes)
- Villa Santa Luisa (1036 habitantes)
- Santa Emilia (840 habitantes)
- El Rosario (283 habitantes)
- Baracaldo (601 habitantes)
- La Palma (513 habitantes)
- Chorombo Medio (241 habitantes)
- Ibacache Alto (144 habitantes)
- Baracaldo Norte (61 habitantes)
- San Enrique (398 habitantes)
- La Estrella (248 habitantes)
- Lo Álvarez (38 habitantes)
- Malalhue (585 habitantes)
- Las Mercedes (443 habitantes)
- Ranchillo (100 habitantes)
- El Bosque (67 habitantes)
- El Talhuén (43 habitantes)
- Isla de Rojas (134 habitantes)
- Cancha de Piedra (36 habitantes)
- Lo Ovalle (232 habitantes)

## Administración

### Municipalidad
La Ilustre Municipalidad de María Pinto es dirigida por la alcaldesa Jessica Mualim Fajuri (RN), que es asesorada por los concejales:
- Eugenio Carrera Meneses (RN)
- Eduardo Aguirre González (PS)
- Claudia Velásquez Muñoz (Ind./UDI)
- Andrea Budge Weber (Ind./UDI)
- Carolina Jiménez Álvarez (Ind./PPD)
- Salomón Corvalán Huerta (Ind./PPD)

### Iglesia
María Pinto cuenta con una iglesia parroquial, llamada Iglesia Parroquial Santa Rita de Cascia.

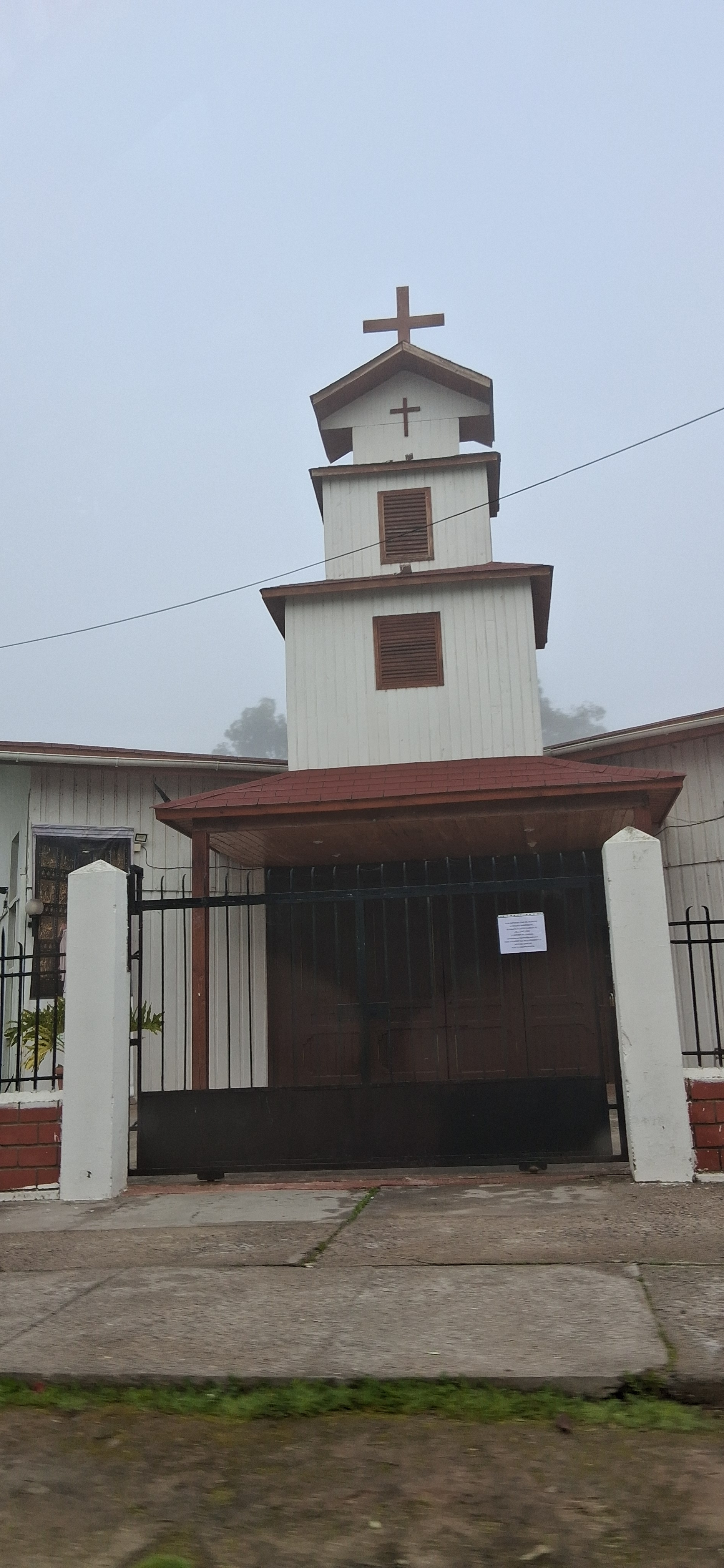
La Iglesia Parroquial de María Pinto.

### Representación parlamentaria
María Pinto integra el distrito electoral n.º 14 y pertenece a la 7.ª circunscripción senatorial (Región Metropolitana). De acuerdo a los resultados de las elecciones parlamentarias de Chile de 2021, María Pinto es representada en la Cámara de Diputados del Congreso Nacional por los siguientes diputados en el periodo 2022-2026:
Apruebo Dignidad (2)
- Marisela Santibáñez (PCCh)
- Camila Musante Müller (Ind/AD)

Socialismo Democrático (2)
- Raúl Leiva Carvajal (PS)
- Leonardo Soto Ferrada (PS)

Chile Vamos (1)
- Juan Antonio Coloma Álamos (UDI)

Fuera de coalición:
- Juan Irarrázaval Rossel (PRCh)

A su vez, en el Senado la representan Fabiola Campillai Rojas (Ind), Claudia Pascual (PCCh), Luciano Cruz Coke (EVOP), Manuel José Ossandon (RN) y Rojo Edwards (PRCh) en el periodo 2022-2030.

## Economía
En 2018, la cantidad de empresas registradas en María Pinto fue de 304. El Índice de Complejidad Económica (ECI) en el mismo año fue de -0,56, mientras que las actividades económicas con mayor índice de Ventaja Comparativa Revelada (RCA) fueron Cultivo de Plantas Aromáticas o Medicinales (146,17), Cultivo Forrajeros en Praderas Mejoradas o Sembradas (66,88) y Explotación Mixta (56,06).

## Transporte

### Ferrocarril
Durante 1922 a 1940, esta comuna contó con el Ramal Melipilla - Ibacache que conectaba a Melipilla con Ibacache (actual Chorombo).

### Transporte vial
A la comuna se puede acceder principalmente a través de caminos que arrancan desde la autopista Santiago - Valparaíso o Ruta 68, por el norte, y desde la ciudad de Melipilla, por el sur. También puede accederse desde Casablanca por la cuesta de Ibacache. 
La principal vía de María Pinto es la avenida Francisco Costabal, que atraviesa toda la comuna de oriente a poniente. María Pinto es la única comuna que sirve como unión entre la Ruta 68 y la autopista del sol por lo que por esta comuna transita un alto flujo vehicular, tanto de vehículos livianos como pesados (camiones de alto tonelaje), lo que hace de María Pinto una de las comunas con mejor conectividad del país.